# Nina Quartero
Nina Quartero, nata Gladys Quartararo (New York City, 17 marzo 1908 – Woodland Hills, 23 novembre 1985), è stata un'attrice statunitense.

## Biografia
La sua carriera durò dal 1928 al 1943 recitando in più di 40 film. Nel film One Stolen Night del 1929 la Quartero era nel cast assieme a Betty Bronson e William Collier. In Frozen River sempre del 1929 era in coppia con Raymond McKee. Nel 1931 apparse nel film Arizona uno dei primi film di John Wayne dove ricopriva il ruolo di Conchita. Sempre assieme a John Wayne recitò in The Man From Monterrey del 1933.
Nello stesso anno interpretò il personaggio di Rita nel film comico Fra Diavolo della celebre coppia comica Stanlio e Ollio. Tra le ultime apparizioni Torchy Blane In Panama del 1938 e A Lady Takes A Chance del 1943.
Morì a Woodland Hills, Los Angeles nel 1985.

## Filmografia parziale
- Arizona, regia di George B. Seitz (1931)
- Fra Diavolo (The Devil's Brother), regia di Hal Roach e Charley Rogers (1933)
- The Man from Monterey, regia di Mack V. Wright (1933)